# Tam O'Shaughnessy
Tam Elizabeth O'Shaughnessy, född 27 januari 1952 i San Andreas, Kalifornien, är en amerikansk pedagog, författare av naturvetenskapsböcker för barn, tidigare professionell tennisspelare, och en av grundarna av utbildningsföretaget Sally Ride Science. Hon levde tillsammans med astronauten Sally Ride - den första amerikanska kvinnan i rymden - från 1985 fram till Rides död 2012.
O'Shaughnessy och Ride var också affärspartners på Sally Ride Science. Tillsammans skrev de sex naturvetenskapsböcker för barn.

## Liv och karriär
Tam O'Shaughnessy föddes i San Andreas, Kalifornien och tog examen vid Troy high school i Fullerton, Kalifornien, där hon också spelade tennis. Som en yngre tränades hon av Billie Jean King. O'Shaughnessy spelade tennis professionellt från 1971 till 1974. Hon tävlade i US Open 1966, 1970 och 1972. Hennes deltagande i US Open i tennis vid 14 års ålder var en lyckträff. O'Shaughnessy dåvarande tränare var Robert Walter Johnson, en läkare som även spelade en nyckelroll i andra tennisspelares karriärer. Johnson var anställd av American Tennis Association (ATA), en organisation som främjar tennissporten för afroamerikaner men välkomnar spelare av alla bakgrunder. Under sommaren 1966 tävlade O'Shaughnessy, som inte är afro-amerikan, i ATA-turneringar utöver amerikanska Tennis Association juniortävlingar. Då O'Shaughnessy vann ATA:s nationella mästerskap för spelare upp till 18 år, kvalificerades hon därmed automatiskt till American National Championship och uppbar en plats där. O'Shaughnessy tävlade också i 1972 års Wimbledon. Under hennes tenniskarriär var hennes högsta ranking som nummer 52 i världen på singelsidan och tillsammans med Ann Lebedeff som trea i USA i dubbel. O'Shaughnessy har vunnit flera dubbeltitlar på hardcourtunderlag: som junior tillsammans med Ann Lebedeff och tillsammans med Pam Austin som vuxen. 